# Mogurnda aiwasoensis
Mogurnda aiwasoensis är en fiskart som beskrevs av Allen och Renyaan, 1996. Mogurnda aiwasoensis ingår i släktet Mogurnda och familjen Eleotridae. Inga underarter finns listade i Catalogue of Life.